# منتخب بوليفيا لكرة السلة للسيدات
منتخب بوليفيا الوطني لكرة السلة للسيدات (بالإسبانية: Selección femenina de baloncesto de Bolivia) هو ممثل بوليفيا الرسمي في المنافسات الدولية في كرة السلة للسيدات.